# Силиштеа (Галац)
Силиштеа (рум. Siliștea) насеље је у Румунији у округу Галац у општини Умбрарешти. Oпштина се налази на надморској висини од 24 m.

## Становништво
Према подацима из 2002. године у насељу је живело 357 становника, од којих су сви румунске националности.